# 1288년

## 연호
- 원(元) 지원(至元) 25년
- 일본(日本) 고안(弘安) 11년 / 쇼오(正応) 원년
- 쩐 왕조(陳朝) 쭝흥(重興) 4년

## 기년
- 원(元) 세조(世祖) 29년
- 고려(高麗) 충렬왕(忠烈王) 14년
- 쩐 왕조(陳朝) 인종(仁宗) 10년

## 사건
- 10월 28일 - 교황 니콜라오 4세가 샹프랑크 조약을 무효화했다.[1]